# Hrabstwo San Miguel (Kolorado)
Hrabstwo San Miguel (ang. San Miguel County) – hrabstwo w stanie Kolorado w Stanach Zjednoczonych. Obszar całkowity hrabstwa obejmuje powierzchnię 1 288,62 mil2 (3 337,53 km²). Według danych z 2010 r. hrabstwo miało 7 359 mieszkańców. Hrabstwo powstało dnia 2 marca 1883 roku, a jego nazwa pochodzi od rzeki San Miguel, której nazwa pochodzi z języka hiszpańskiego i odnosi się do archanioła Michała.

## Sąsiednie hrabstwa
- Hrabstwo Montrose (północ)
- Hrabstwo Ouray (wschód)
- Hrabstwo San Juan (południowy wschód)
- Hrabstwo Dolores (południe)
- Hrabstwo San Juan (Utah) (zachód)

## Miasta i miejscowości
- Mountain Village
- Norwood
- Ophir
- Sawpit
- Telluride